# Thuốc lào Hải Phòng
Thuốc lào Hải Phòng là giống thuốc lào được trồng, chế biến tập trung ở Tiên Lãng, Thành phố Hải Phòng. Được công nhận là thuốc lào hảo hạng nhất Việt Nam. Ngoài ra, ở thôn Nam Tử (xã Kiến Thiết) là nơi được coi là trồng thuốc lào ngon số một. Thuốc lào tại địa phương này có giá trị kinh tế cao, thuốc ngon có tiếng và từng mang danh thuốc lào tiến vua.
Ở Việt Nam hàng năm trồng khoảng 4.000-4.200 ha thuốc lào tập trung ở các tỉnh phía Bắc thì riêng Hải Phòng chiếm 50% diện tích, trong đó diện tích gieo trồng tại huyện Tiên Lãng khoảng 1.200-1.300 ha (chiếm 25-30% diện tích trồng thuốc lào của cả nước). "Thủ phủ" của cây thuốc lào cả về diện tích lẫn chất lượng thuộc xã Kiến Thiết (huyện Tiên Lãng) và xã Lý Học (huyện Vĩnh Bảo); hai xã này liền kề nhau và ngăn cách bởi con sông Hàn.

## Lịch sử

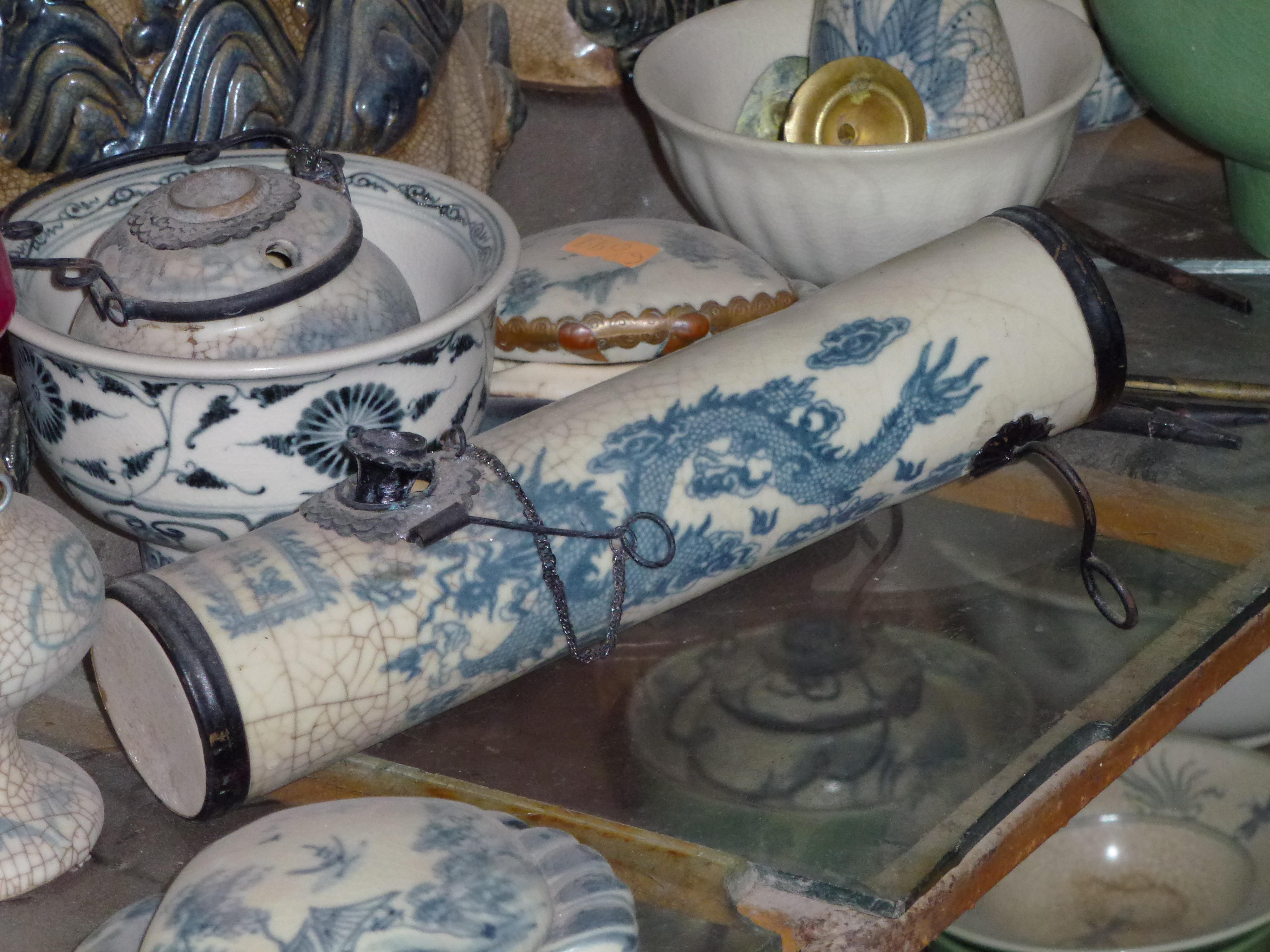
Điếu bát và điếu cày bằng sứ dùng để hút thuốc lào

Có giả thiết cho rằng thuốc lào được du nhập từ Ấn Độ, Miến Điện, Ai Lao qua những khách buôn. Sách Vân Đài loại ngữ của Lê Quý Đôn ghi Từ năm Canh Tý (1660), niên hiệu Vĩnh Thọ (1658-1662), đời vua Lê Thần Tông, người Ai Lao đem cây ấy đến, dân ta trồng. Một giả thuyết lưu truyền khác cho rằng chính Thượng thư Bộ Hộ Nhữ Văn Lan (1443-1523), ông ngoại Trạng Trình Nguyễn Bỉnh Khiêm, là người đã có công trong việc tiến loại thuốc lào ngon hảo hạng lên vua. Tuy nhiên, nếu những gì mà niên biểu thuốc lá đã công bố là đúng thì tới khoảng năm 1556-1558 cây Nicotiana spp. đầu tiên mới xuất hiện tại châu Âu (Pháp, Tây Ban Nha, Bồ Đào Nha), và năm 1560 Jean Nicot de Villemain mới gửi những cây thuốc lào (N. rustica) đầu tiên về triều đình Pháp, tới khoảng những năm 1592-1598 người Triều Tiên mới biết đến hút thuốc chế từ Nicotiana spp. do người Nhật truyền sang, cũng như những gì Alexandre de Rhodes đã viết trong Từ điển Việt - Bồ - La (Dictionarium annamiticum lusitanicum, et latinum...) xuất bản năm 1651 và Lê Quý Đôn đã viết trong Vân Đài loại ngữ, thì thuốc lào ở dạng thuốc hút/hít có lẽ đã du nhập vào Việt Nam sau năm 1560 và trước năm 1651 - có lẽ vào cuối thế kỷ 16, ít nhất là sau khi Nhữ Văn Lan đã mất khoảng 40 năm, và người Việt chỉ biết cách trồng cây thuốc lào từ năm 1660 trở đi.
Về câu chuyện "thuốc lào tiến vua", sách Đồng Khánh dư địa chí lược ghi thuốc lào An Tử Hạ là thứ thuốc thuộc loại ngon nhất thường để tiến vua. Làng An Tử Hạ thuộc tổng Hán Nam, huyện Tân Minh, phủ Nam Sách, trấn Hải Dương (nay là thôn Nam Tử 1, xã Kiến Thiết, huyện Tiên Lãng, thành phố Hải Phòng). Nhiều cụ cao niên ở Tiên Lãng, Hải Phòng còn cho biết thuốc lào tiến vua là loại đặc biệt chỉ trồng riêng ở một khu ruộng gọi là ruộng Chùa ở An Tử. Giống cây thuốc lào ở đây lá nhỏ, dày và năng suất rất thấp, lại được trồng hết sức cầu kỳ. Hai ngày rẽ nhánh một lần, tức cấu những lá và búp non để cây tập trung dưỡng chất nuôi một số lá. Nếu cây bị sâu bệnh thì phải dùng cơm nếp giã nhỏ đắp lên chỗ sâu bệnh. Khi thu hoạch lại phải để thuốc lên trên, đốt rơm ở dưới để đượm khói, ra mùi thơm đặc trưng. Thuốc phơi được 2-3 nắng, gia chủ tiếp tục làm bầu (dùng một dụng cụ giống như quả bầu) chắt nước cháo và phun vào các phên thuốc để tạo mùi.
Suốt thời phong kiến, chỉ có thuốc của tổng Hán Nam khi bao gói được buộc bởi lạt tre nhuộm đỏ để phân biệt. Các nơi khác chỉ được buộc lạt tre trắng, nếu phát hiện buộc lạt đỏ sẽ bị nhà chức trách phạt tiền rất nặng, thậm chí có thể bị tịch thu. Khi bán buôn thuốc lào cho khách, đơn vị tính bằng "cong". Thuốc lào các nơi khác đóng 23 bánh một cong, riêng ở tổng Hán Nam được đóng 22 bánh một cong nhưng vẫn được tính giá theo cong 23 bánh. Thương hiệu độc quyền này vẫn được các nhà Đoan thời thuộc Pháp áp dụng cho đến tận Cách mạng tháng Tám, 1945 mới chấm dứt.

## Đặc điểm
Thuốc lào sản xuất ở Tiên Lãng có hương vị đặc biệt; là kết hợp của những yếu tố tự nhiên như thổ nhưỡng, khí hậu phù hợp cho cây thuốc lào sinh trưởng và phát triển, giống cây được lựa chọn kỹ lưỡng, quy trình trồng và bí quyết chế biến tạo nên danh tiếng lâu đời, được mang bán rộng khắp tại Việt Nam và được biết đến tại một số nước trên thế giới.
Về cảm quan, sản phẩm thuốc lào Tiên Lãng ở dạng sợi có màu từ nâu vàng đến nâu đậm. Điểm màu trung bình là 3,17 - màu hạt cau (cao nhất 4,0 màu hạt cau đậm, thấp nhất 2,0 màu nâu vàng). Sợi dẻo không bung ra sau khi nắm chặt, độ dàu-dẻo điểm trung bình 7,29 (cao nhất 9,6; thấp nhất 5,6). Khi hút êm, dịu, không sốc, không nóng, độ êm-sốc điểm trung bình 7,71 (cao nhất 10,0; thấp nhất 6,6). Độ dịu–nóng điểm trung bình 7,66 (cao nhất 9,8; thấp nhất 5,2).
Về chất lượng, thuốc lào Tiên Lãng có hàm lượng nicotin (%) trung bình 6,45 (cao nhất 9,99; thấp nhất 3,48). Tỷ lệ xenlulo/nicotin trung bình 3,27 (cao nhất 5,63; thấp nhất 1,76).

### Thổ nhưỡng, khí hậu
Vùng trồng thuốc lào có hệ thống sông ngòi đa dạng, gồm bốn sông lớn là sông Văn Úc, sông Thái Bình, sông Mía và sông Mới. Vùng này có lượng mưa vừa phải 1.700 mm/năm, trên 2.000 giờ nắng, nhiệt độ bình quân trên 23oC, gió đông nam và hàm lượng muối trong gió đạt trên 30 mg/1000ml không khí. Trong vụ trồng thuốc lào nhiệt độ trung bình 21,95oC, tổng lượng mưa là 366mm, độ ẩm trung bình là 90,7%. Đất trồng tại địa phương bao gồm đất phù sa, đất phèn ít, mặn ít và đất mặn trung bình, là các loại đất có thành phần cơ giới từ thịt trung bình đến thịt nặng, có độ chua từ 3,6–6,88, hàm lượng chất hữu cơ trong đất từ 1,4-2,7%, có hàm lượng lân, kali cao, hàm lượng đạm ở mức trung bình từ 0,121-0,247%.

### Canh tác, thu hái và chế biến
Nông dân tại vùng có tập quán canh tác lâu đời, tự chọn giống đến chọn đất trồng, chăm sóc, thu hoạch và chế biến. Họ sử dụng giống có chất lượng thuốc ngon đó là giống Ré đen, giống Báng, giống Có Tai và giống Lá Chống.

### Quy trình trồng, chăm sóc
Đất trồng phù hợp nhất là đất cao thoát nước, đảm bảo tốt các tính chất lý hóa tính để có chất lượng tốt, đất càng rắn (đất thịt) thuốc càng ngon. Đất cát, pha cát thuốc sẽ nhạt hoặc có vị nóng. Trước khi trồng cần làm đất, cày ải để nỏ (phơi cho đất thật khô), bừa kỹ và đập tơi nhỏ. Khâu làm đất rất quan trọng và vất vả. Người dân dùng vồ gỗ đường kính 10–15 cm tra cán dài 1,2-1,8m đập đất ngày đêm bất kể thời tiết. Trước khi đánh luống lại phải nhặt sạch cỏ dại hay gốc rạ để tránh sinh hóa ra sâu hại cây. Luống được đánh thẳng hàng cao 30–40 cm, rộng 70–80 cm (có tài liệu ghi luống cao 30–60 cm) đủ chỗ trồng hai hàng cây thuốc.
Mật độ trồng phù hợp 18.000-20.000 cây/ha (có tài liệu ghi 19.000-23.000 cây/ha).
Sau trồng 5 tháng, vào khoảng cuối tháng 4 đầu tháng 5 (âm lịch) khi thời tiết bước vào những ngày hè oi nồng, nóng nực, gió Nam thổi suốt ngày đêm, lá thuốc lào dày cộm rất nhanh và cứng lại như tàu mo cau, các cây thuốc lào lá cụp, chuyển màu từ xanh đậm sang phớt vàng. Bằng cảm quan và kinh nghiệm, người trồng sẽ xác định được đúng thời điểm lá thuốc "chín" già, tích lũy đủ hương liệu để thu hoạch. Nếu hái sớm, lá thuốc còn xanh sẽ khiến thuốc có màu không sáng đẹp, chất lượng kém. Việc thu hái và vận chuyển luôn phải tránh để lá thuốc bị ướt. Thường không thu hoạch vào ngày mưa hoặc sau khi mưa mà chọn ngày nắng to, gió nam; không thu hái vào buổi sáng mà chọn lúc trưa hoặc chiều khi lá thuốc đã khô hết sương đêm.

### Chế biến
Lá thuốc lào được bẻ (hái) về, được rọc sống lá và cuống lá cứng bằng một dụng cụ chuyên dụng bằng tre (kìm tre). Khâu rọc lá cũng đòi hỏi sự khéo léo, nếu rọc không có kỹ thuật lá thuốc sẽ bị rách nát, ảnh hưởng đến chất lượng thuốc. Sau khi rọc, lá thuốc được xếp lớp, cuộn thành cuộn tròn đường kính từ 18–22 cm (có tài liệu ghi 20–25 cm), độ dài mỗi cuộn thuốc tầm dài từ 1,8-2,3m (có tài liệu ghi 2,4-2,8m), buộc lạt tre như kiểu bó giò. Công đoạn cuộn lá thuốc thành cuốn cũng là một kỹ thuật khó đòi hỏi kinh nghiệm và sự khéo léo để cuộn thuốc không quá mềm rỗng hoặc quá cứng. Cuộn thuốc mềm thì không khí bên trong cuộn còn nhiều dễ gây thối hoặc héo lá; cứng quá thì thuốc cũng dễ thối và lá thuốc không đủ độ "chín" khi thái.
Cuộn thuốc được ủ 3-5 ngày tùy điều kiện khi thấy cuộn thuốc vàng suộm thì tiến hành thái. Khi chưa có máy thái người dân thái thuốc bằng tay. Sử dụng một cái "cầu" bằng cây gỗ dốc 30%, đặt cuộn thuốc lên, kê hệ thống con lăn để cuộn thuốc từ từ trôi xuống. Người thợ thái thuốc ngồi đầu cầu trên cái ghế con cầm con dao chuyên dùng mảnh nhẹ nhưng rất sắc, thái nhẹ nhàng và kỹ thuật. Tuỳ theo số lượng cuộn thuốc nhiều hay ít mà bố trí vài ba người thái sao cho đến khoảng 10h-11h là phải xong để kịp phơi cơn nắng ban trưa cho sợi thuốc đủ khô, tránh sợi thuốc bị xỉn màu vì không đủ nắng. Hiện nay, nhiều nơi đã sử dụng máy thái thuốc khiến giảm được công lao động và sợi thuốc nhờ đó cũng nhỏ và đều hơn. Tuy thuốc được thái bằng máy nhưng người điều khiển máy vẫn đóng vai trò quan trọng, đôi bàn tay khéo léo của người thợ thái giúp cho sợi thuốc đều, nhỏ và không bị đứt chỉ.
Một bí quyết trong công đoạn phơi thuốc cũng thường được người dân Tiên Lãng áp dụng là phơi sương. Thuốc được phơi thông từ chiều đến 9-10 giờ tối là thời điểm sương muối xuống. Thuốc được tưới sương sẽ mềm, độ dầu dẻo cao và màu sắc đẹp hơn.
Thuốc phải phơi đủ nắng khi nào sợi thuốc khô kiệt, chuyển màu nâu sẫm, nâu hạt cau hoặc vàng, có mùi thơm là sẵn sàng được bao gói bảo quản và đưa vào sử dụng, tiêu thụ. Tuy nhiên chỉ những sơ suất nhỏ như bao gói không kín, không kĩ, bị gió lùa, ẩm ướt cũng có thể làm cho thuốc mốc, hỏng. Thời gian đóng gói thường vào buổi chiều tối hoặc sáng, sau khi thuốc lào được ủ từ trưa (nếu đóng vào chiều tối) hoặc từ chiều hôm trước (nếu đóng vào sáng hôm sau) để thuốc ỉu, lả, mềm, đỡ giòn. Bảo quản thuốc tại các vùng nông thôn xưa có thể theo cách đóng vào chum, vại sành trên bịt lá chuối khô chống mốc và giữ mùi thơm. Nay thường được đóng gói bằng bao nilon, với sợi thuốc đóng gói được ép chặt, giảm tối đa lượng không khí trong các lớp thuốc.

## Xây dựng thương hiệu
Cuối năm 2010, thuốc lào Tiên Lãng đã được Cục Sở hữu trí tuệ - Bộ Khoa học và Công nghệ Việt Nam cấp Giấy chứng nhận đăng ký chỉ dẫn địa lý số 00024 cho sản phẩm thuốc lào Tiên Lãng. Ủy ban nhân dân huyện Tiên Lãng là cơ quan quản lý chỉ dẫn địa lý "Tiên Lãng". Khu vực địa lý trồng thuốc lào bao gồm xã Vinh Quang, xã Quang Phục, xã Tiên Minh, xã Đông Hưng, xã Đoàn Lập, xã Kiến Thiết, xã Cấp Tiến, xã Tiên Thắng, xã Toàn Thắng. Tại xã Kiến Thiết, năng suất trồng thuốc lào có thể đạt 1,6 tấn/ha, hiệu quả kinh tế gấp 3-4 lần trồng lúa.